# 高門清彦
高門清彦（たかかど きよひこ、1958年〈昭和33年〉8月2日 - ）は、日本の政治家。伊方町長（3期）、元愛媛県議会議員（5期）。

## 略歴
1958年8月2日、伊方町川永田で生まれる。
1977年3月に愛媛県立八幡浜高等学校普通科を卒業し、1981年3月に明治大学農学部を卒業する。同年6月に第16回派米農業研修生としてアメリカに渡り、1983年6月に帰国。以来農業に従事する。
1987年4月30日、愛媛県議会議員に就任し、愛媛県議会副議長、農林水産委員長、建設委員長、自民党県連政調会長、総務会長、議員会長などを歴任する。
2006年4月16日、愛媛県議会議員を辞職し、新人で伊方町長選挙に出馬したが、同じく新人の山下和彦に敗れ、落選した。
落選後は再び農業に従事していたが、山下が体調不良により2016年8月29日に辞職。これに伴い同年10月2日に行われた伊方町長選挙に出馬し、同じく新人の西井直人を破り、初当選した。
2020年9月22日、無投票で再選。2024年9月24日、無投票で3選。